# 銀の弾丸 (山田正紀の小説)
『銀の弾丸』（ぎんのだんかん）は、山田正紀による短編SF小説。『小説現代』1977年4月号に掲載された。2017年に新装版単行本に収録された。
日本における、最初期のクトゥルフ神話作品で、最初または2番目と諸説あるが、復刻版たる創土社版の公式見解（単行本裏の紹介文）では「和製クトゥルー小説の2作目にあたり、短編としては日本初の作品となる」としている。日本での先駆けであることについては、作者は創土社版後書きにて、執筆時は全く意識していなかったと語っている。
能と軍事宇宙開発を題材に盛り込んでいる。本作品によって、本邦のクトゥルフ神話は、最初から異色で誕生した。神と悪魔をテーマにするも、どちらが神で悪魔なのかという領域にも踏み込んでいる。
東雅夫は『クトゥルー神話事典』にて、「日本SF界の先陣を切って、クトゥルー神話に挑戦した作者の、"クトゥルー・ハードボイルド"とでもいうべき異色作。結末には、あっと驚く大ドンデン返しの新解釈が待ちかまえている」、「旧支配者＝悪、人類＝善という神話大系の大原則に敢然と疑義を呈した、いかにも『神狩り』の作者らしい才気あふれる作品」と解説している。東はまた『神狩り』シリーズを、「"神"の観念をめぐり大胆なSF的思考実験を展開、高い評価を得た」と解説している。
ながおかさとしにより『クトゥルフ伝説』のタイトルで漫画化されており、『リイドコミック』1984年3月19日号に掲載された。漫画版は再録や単行本収録はされておらず幻の作品となっている。

## あらすじ
壬生織子は、ローマでクトゥルフを目撃し、天啓を得る。クトゥルフを解放することを己の使命とした彼女は、「クトゥルフ招喚の舞」を（真相を伏せて）能楽師・堤兼資に教える。そして「織田信長時代の宣教師たちが、日本人に教義を広めるために、キリストの復活を題材に作ったバテレン能」という建前のもとに、日本からヴァチカンに捧げるという企画を動かす。アテネのパルテノン神殿で行われる奉納式は国際的な大イベントとなり、ローマ教皇も列席して、衛星中継という形で全世界に放送されることが決定する。
織子は兼資と恋人になるも、赤週刊誌の記者に密会の現場を押さえられ、恐喝される。その記者は突然人体発火によって死に、偶然にも映像が記録されていたが、あまりに不可解なために警察は落雷と片付ける。HPL協会日本支部は、この怪現象をクトゥルフの仕業とみなし、2人を調べる。工作員の榊は織子に接触し、彼女がクトゥルフの関係者であると確信するも、返り討ちに遭い昏睡に陥る。目覚めたとき、彼女はすでにアテネに出発していた。
HPL協会は、織子が「兼資にバテレン能に見せかけたクトゥルフ招喚の舞を踊らせ、人工衛星とテレビを介して世界中のクトゥルフを一斉に召喚する」という計画を立てていたことを突き止める。もはや織子を殺しても奉納式は止まらないため、標的を兼資に定めたが、本人の居場所が特定できないことから、厳重な警備が敷かれた奉納式の中で暗殺するという無理難題を強いられる。榊ともう一人の工作員・青木は銀の弾丸を渡され、暗殺を命令される。
アクロポリスは、イベントに入場できない一般市民が丘の外にぎっしりと詰めかけるほどの盛況ぶりを見せる。榊と青木はチケット入場できたものの、ガードマンによる徹底的なボディチェックにより、武器を持ち込むことなど不可能であった。座席は前3列目、ローマ教皇の特別席までわずか20メートルという位置である。榊は緊張し、青木はそれ以上に憔悴する状況で、兼資によるバテレン能が始まる。榊と青木は、軍事衛星に地上の位置データを送り、レーザー砲の誘導を図る。標的の位置を確定した榊は発射命令を出すが、兼資はレーザーを回避する。榊の絶望をよそに、錯乱した青木は、ローマ教皇から法杖をもぎとり、兼資を撲殺する。青木はガードマンたちに射殺され、麻薬中毒者の暴挙として片づけられる。榊は、青木の暴走が上層部による保険だったと悟る。
全てが終わり、榊は織子と対決すべく、敗死を覚悟で彼女のもとを訪れるが、織子は既に自殺していた。織子の部屋にクトゥルフは現れるがすぐに姿を消し、榊も去る。酒浸りになりつつも、クトゥルフとの戦いをやめないだろうと榊が考えるところで、物語はしめくられる。

## 主な登場人物
榊（さかき）
主人公。冴えない中年男性に見えるが、HPL協会の工作員。過酷な仕事が原因でアルコール中毒に陥っている。
織子に接触するが、色仕掛けに敗れて昏睡状態に陥る。上司によって救出された後、アテネに兼資の暗殺に赴く。
青木満（あおき みつる）
HPL協会の工作員。20代の若者。HPL協会がリンチ機関だったという実態を知り、心を病んで薬物中毒に陥った。
兼資を調査し、シロと結論付ける。榊からは心配されており、アテネでの仕事が終わったら退職させようと思われている。
「和尚」
HPL協会の日本支部長であり、榊・青木の上司。表の顔は天台宗の寺院の僧正であり、メディア露出も多く生臭坊主のイメージで一般からの知名度がある。超自然の異能を有する。
榊・青木に織子・兼資を調査させ、真相が判明すると、2人に堤兼資の暗殺を命令する。組織力をフル動員し、「たった一人を殺すために」軍事衛星からのレーザー砲による暗殺作戦を試みる。
壬生織子（みぶ おりこ）
ショービジネスの超大物プロモーター。パルテノン神殿でバテレン能を奉納する様子を衛星中継・国際放送しようとする。内心では人類を奇形と酷評し、クトゥルフを召喚するために行動している。クトゥルフから借りた異能を振るうことができる。
堤兼資（つつみ かねすけ）
能の異端児と呼ばれている青年で、五流の家元や能協会を「沈滞しきっている」と認めようとしない。織子にバテレン能を知らされ、シテを務める。織子の恋人となるも、真意を知らされてはいない。暗殺の標的となるも、神憑りの芸によりレーザーを回避する。
赤瀬（あかせ）
赤週刊誌の記者。織子と兼資を恐喝した後、突然人体自然発火現象を起こし怪死する。その光景は愛人がたまたま回していた8ミリフィルムに記録される。
ドーベルマン
2歳の雌。榊によって織子にけしかけられるが、見えない力により惨殺される。
ローマ教皇
197X年時点でのローマ教皇。キリスト教のトップであり、神に仕える最高位の司祭。彼の列席に伴い、イベントは厳重な警備体制となる。

## 用語
ハワード・フィリップス・ラヴクラフト
アメリカの小説家。クトゥルフを小説に記した。40年前、1937年に死没している。コリン・ウィルソンからは「骨の髄から病的な男」と評された。
「H・P・L協会」
国際友好団体で、世界中の資本家や軍人とパイプを持つ。支部が日本の東京にある。名称はH・P・ラヴクラフトに由来する。実態は、クトゥルフを召喚しようとする「人間を殺す」リンチ組織。
暗殺はできるだけ同国人の手で行うべしという規則があり、また銀の弾丸（西欧では狼男殺しの武器）を渡すことが暗殺命令を意味する。
工作員たちは、クトゥルフを招び出そうとする者たちが後を絶たない理由を承知しており、廃人になるほど苦しんでいる。
「クトゥルフ」
謎の専門用語。HPL協会による呼称。概念のようなもの。

## 収録書籍
- 1977年7月 『終末曲線』講談社

- 1979年10月『終末曲面』講談社文庫
- 2000年9月『クトゥルー怪異録』学研ホラーノベルズ/学研M文庫
- 2017年12月『銀の弾丸 クトゥルー短編集』創土社